# Polyrhachis senilis
Polyrhachis senilis é uma espécie de formiga do gênero Polyrhachis, pertencente à subfamília Formicinae.